# Richard Farnaby
Pour les articles homonymes, voir Farnaby.
Richard Farnaby, né en 1594, mort vers 1623, est un compositeur anglais, fils de Giles Farnaby auprès duquel il apprit la musique.
Il fut engagé par Sir Nicholas Saunderson[Passage contradictoire], à Fillingham près de Lincoln, pour enseigner la musique à ses enfants de 1608 à environ 1611.